# Zbigniew Sołuba
Zbigniew Tomasz Sołuba (ur. 1 kwietnia 1924 w Rudce, zm. 29 sierpnia 2000) – polski dziennikarz, ambasador PRL w Nigerii (1975–1978), z wykształcenia prawnik.

## Życiorys
Syn Feliksa. Pochodził z rodziny inteligenckiej. Ukończył studia prawnicze na Uniwersytecie Warszawskim. W czasie II wojny światowej pracował jako nauczyciel przedmiotów zawodowych. Żołnierz Armii Krajowej. W 1946 był kurierem do II Korpusu. W 1946 został aresztowany, a w następnym roku zwolniony po pozyskaniu do współpracy (ps. „Nawrócony”, później „Zbyszewski”). W 1956 wstąpił do Polskiej Zjednoczonej Partii Robotniczej. W 1965 został skreślony z sieci agenturalnej ze względu na kontakty z członkami Komitetu Centralnego PZPR.
Pracował m.in. w „Przekroju”, Polskiej Agencji Prasowej oraz „Głosie Nauczycielskim”. W latach 1958–1962 był korespondentem PAP w Chinach oraz Indonezji, następnie zastępcą naczelnego redaktora PAP oraz „Polityki”. Jako zastępca redaktora naczelnego „Polityki” w marcu 1968 bezskutecznie dążył do włączenia się przez czasopismo w antysemicką nagonkę. W efekcie odszedł z tygodnika i 10 maja 1968 został redaktorem naczelnym „Expressu Wieczornego”, którym był do 27 marca 1975.
W 1972 był polskim delegatem na 27. sesji Zgromadzenia Ogólnego Organizacji Narodów Zjednoczonych. W 1975 miał zostać ambasadorem w Chińskiej Republice Ludowej, jednak władze w Pekinie odmówiły mu agrément ze względu na jego działalność dziennikarską. W latach 1975–1978 pełnił funkcję ambasadora w Nigerii (rezydującego w Lagos), z dodatkową akredytacją na Niger, Togo i Benin. Od 20 września 1978 do 16 lipca 1980 był szefem Komitetu Kinematografii w randze Dyrektora Generalnego w Ministerstwie Kultury i Sztuki.
Pochowany na Cmentarzu Wojskowym na Powązkach.

## Odznaczenia
- Srebrny Krzyż Zasługi „za zasługi w pracy zawodowej w dziedzinie prasy i publicystyki” (1954)[3]
- Złota Odznaka Honorowa Towarzystwa Przyjaźni Polsko-Radzieckiej (1968)[14]
- Odznaka „Za zasługi dla rozwoju prasy polskiej i Stowarzyszenia Dziennikarzy Polskich” (1974)[15]
- Złota odznaka honorowa „Za Zasługi dla Warszawy” (1975)[16]
- Honorowy Medal 50-lecia Mongolskiej Rewolucji Ludowej (Mongolia, 1971)[17]